# Dystasia quadratiplagiata
Dystasia quadratiplagiata är en skalbaggsart som först beskrevs av Stefan von Breuning 1938.  Dystasia quadratiplagiata ingår i släktet Dystasia och familjen långhorningar.
Artens utbredningsområde är Nepal. Inga underarter finns listade i Catalogue of Life.